# Henry Sims
Pour les articles homonymes, voir Sims.
Henry Sims, né le 27 mars 1990 à Baltimore dans le Maryland, est un joueur américain de basket-ball.

## Biographie
Le 20 février 2014, il est transféré aux 76ers de Philadelphie en compagnie d'Earl Clark et deux futurs second tour de draft contre Spencer Hawes.

## Records en carrière

### En NBA
Les records personnels d'Henry Sims, officiellement recensés par la NBA sont les suivants :
| Type de statistique        | Saison régulière | Saison régulière                          | Saison régulière                  |
| Type de statistique        | Record           | Adversaire                                | Date                              |
| -------------------------- | ---------------- | ----------------------------------------- | --------------------------------- |
| Points                     | 24               | @ Celtics de Boston                       | 4 avril 2014                      |
| Paniers marqués            | 10               | @ Raptors de Toronto                      | 9 avril 2014                      |
| Paniers tentés             | 15               | @ Bulls de Chicago @ Raptors de Toronto   | 22 mars 2014 9 avril 2014         |
| Paniers à 3 points réussis | 2                | Spurs de San Antonio                      | 1er décembre 2014                 |
| Paniers à 3 points tentés  | 3                | Spurs de San Antonio @ Pistons de Détroit | 1er décembre 2014 6 décembre 2014 |
| Lancers francs réussis     | 14               | @ Celtics de Boston                       | 4 avril 2014                      |
| Lancers francs tentés      | 18               | @ Celtics de Boston                       | 4 avril 2014                      |
| Rebonds offensifs          | 9                | @ Bulls de Chicago                        | 22 mars 2014                      |
| Rebonds défensifs          | 9                | @ Magic d'Orlando                         | 21 décembre 2014                  |
| Rebonds totaux             | 15               | @ Bulls de Chicago                        | 22 mars 2014                      |
| Passes décisives           | 7                | @ Spurs de San Antonio                    | 24 mars 2014                      |
| Interceptions              | 3                | 3 fois                                    |                                   |
| Contres                    | 3                | @ Rockets de Houston @ Knicks de New York | 14 novembre 2014 5 avril 2015     |
| Balles perdues             | 4                | 5 fois                                    |                                   |
| Minutes jouées             | 40               | Heat de Miami                             | 15 avril 2015                     |

- Double-double : 8 (au terme de la saison 2014/2015)
- Triple-double : aucun.

### En D-League
Les records personnels d'Henry Sims, officiellement recensés par la D-League sont les suivants :
| Type de statistique        | Saison régulière | Saison régulière            | Saison régulière |
| Type de statistique        | Record           | Adversaire                  | Date             |
| -------------------------- | ---------------- | --------------------------- | ---------------- |
| Points                     | 30               | 2 fois                      |                  |
| Paniers marqués            | 12               | Vipers de Rio Grande Valley | 6 février 2013   |
| Paniers tentés             | 22               | Red Claws du Maine          | 16 décembre 2012 |
| Paniers à 3 points réussis | 1                | @ Bighorns de Reno          | 9 janvier 2013   |
| Paniers à 3 points tentés  | 1                | 3 fois                      |                  |
| Lancers francs réussis     | 10               | 2 fois                      |                  |
| Lancers francs tentés      | 13               | Mad Ants de Fort Wayne      | 22 février 2013  |
| Rebonds offensifs          | 8                | @ 66ers de Tulsa            | 1er février 2013 |
| Rebonds défensifs          | 13               | @ Stampede de l'Idaho       | 16 janvier 2013  |
| Rebonds totaux             | 16               | @ Stampede de l'Idaho       | 16 janvier 2013  |
| Passes décisives           | 6                | 2 fois                      |                  |
| Interceptions              | 3                | 2 fois                      |                  |
| Contres                    | 5                | @ Stampede de l'Idaho       | 16 janvier 2013  |
| Balles perdues             | 5                | 3 fois                      |                  |
| Minutes jouées             | 41               | Mad Ants de Fort Wayne      | 22 février 2013  |

- Double-double : aucun (au 11/12/2013)
- Triple-double : aucun.

## Palmarès
- 2013 : NBA Development League All-Star